# Воскресенский спуск (Полтава)
Воскресенский спуск — одна из улиц Полтавы, находится в Шевченковском районе.
Воскресенский спуск (бывшие Воскресенский и Николаевский переулки (ныне Первомайский, с 1925 по 1927 года - Чубаря, с 1927 года названа в честь братьев Литвиновых (Литвинов) - Анатолия (1894-1919) и Петра Даниловича (1897-1919) - активных участников установления Советской власти на Полтавщине, начинается от ул. Соборности до ул. Небесной Сотни.
Со времен советской власти состояла из двух отрезков бывшего Воскресенского и Николаевского переулков. Эти названия переулки получили от Воскресенской и Николаевской церквей. Но за время независимости был снова разделен улицей Небесной Сотни. Одной части было возвращено старое название, а другая получила названия Первомайский переулок.
Воскресенский переулок (отрезок от ул. Соборности до Небесной Сотни) впервые обозначено на плане Полтавы 1722 г. в пределах Полтавской крепости. Большая его часть сохранила застройку конца 19 - начала 20 в., старую мостовую. В послевоенные годы сооружены трехэтажные жилые дома и музыкальное училище на месте Воскресенской церкви.